# Авеню Джей (линия Брайтон, Би-эм-ти)
|   |     |     |     |     |   |
| · | · л | · э | · э | · л | · |

|   |     |     |     |     |   |
| · | · л | · э | · э | · л | · |

«Авеню Джей» (англ. Avenue J) — станция Нью-Йоркского метрополитена, расположенная на линии Брайтон, Би-эм-ти. Станция находится в Бруклине, в границе округов Мидвуд, между Восточной 15-й и Восточной 16-й улицами, в районе их пересечения с авеню Джей. На станции останавливается маршрут Q (круглосуточно). Станцию проходит без остановки маршрут B (в будни днём и вечером до 23:00).
Станция представлена двумя боковыми платформами, обслуживающими только внешние (локальные) пути четырёхпутной линии. Платформы оборудованы навесом в центральной части. платформы достаточно узкие и огорожены по всей своей длине высоким бежевым забором. Станция находится на реконструкции с сентября 2009 года, поэтому на линии часто меняется режим движения поездов.

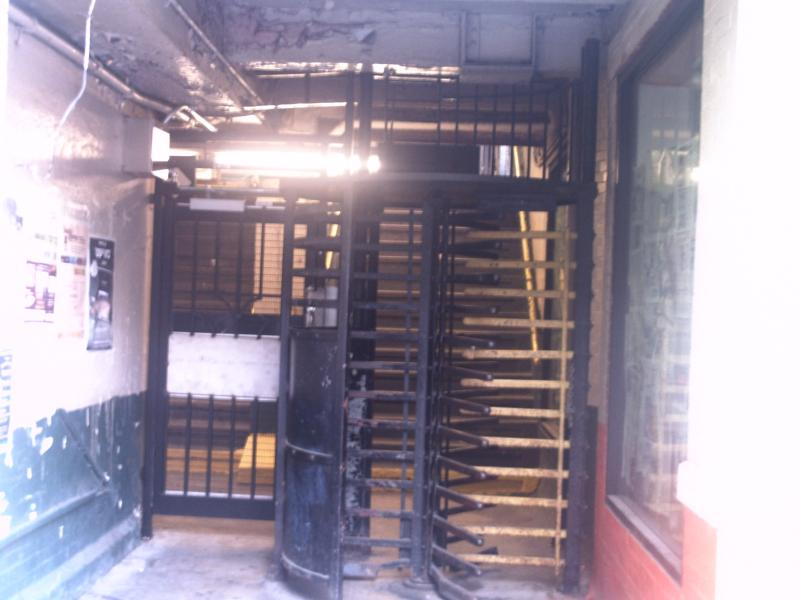
Полноростовые турникеты только на выход до реконструкции станции

Станция была открыта под названием Manhattan Terrace в 1900 году, тогда ещё на двухпутной линии, расположенной на уровне домов. В 1907 году было принято решение о перестройке линии, так как она имела много переездов на своём пути и осложняла дорожную ситуацию на улицах Бруклина. Вследствие этого участок линии от Проспект-парка до Ньюкерк-Плазы был помещён ниже, в овраг, а участок от Авеню Джей до Брайтон-Бич построен на насыпи и эстакадах. В то же время станция получила своё нынешнее название.
Единственный выход со станции представлен вестибюлем, расположенным под путями в южной части платформ. Выход со станции приводит к южной стороне авеню Джей, между Восточной 15-й и Восточной 16-й улицами.